# Hypocoela claviramis
Hypocoela claviramis là một loài bướm đêm trong họ Geometridae.